# Checka
Checka è un singolo della rapper kosovaro-svizzera Loredana e della cantante iraniano-norvegese Delara, pubblicato il 25 settembre 2020 come primo estratto dal secondo album in studio di Loredana Medusa.

## Video musicale
Il video musicale, reso disponibile in concomitanza con l'uscita del brano, è stato diretto da Felix Aaron.

## Tracce
Testi di Loridana Zefi, Sondre Haftorsen e Amanda Delara, musiche di Sondre.
1. Checka – 2:18

## Formazione
- Loredana – voce
- Delara – voce
- Sondre – produzione

## Classifiche
| Classifica (2020) | Posizione massima |
| ----------------- | ----------------- |
| Austria           | 4                 |
| Germania          | 2                 |
| Svizzera          | 5                 |